# Jesus Camp
Jesus Camp é um 2006 filme de documentário estadunidense dirigido por Rachel Grady e Heidi Ewing sobre um acampamento de verão Cristão Carismático, onde as crianças passam seus verões sendo ensinados que eles têm "dons proféticos" e podem "levar os EUA de volta para Cristo". De acordo com o distribuidor, isso "não vem com qualquer ponto de vista pré-embalado" e as tenta ser "uma representação honesta e imparcial de uma facção de Cristãos evangélicos da comunidade".
Jesus Camp estreou em 2006 no Festival de Cinema de Tribeca, e foi vendido pela A&E Filmes Independentes para Magnolia Pictures. Nomeado para Melhor Documentário no 79th Academy Awards, o filme foi recebido com a polêmica que levou ao fechamento do acampamento.

## Visão geral
Jesus Camp é sobre as Crianças na Escola do Fogo do Ministário, um acampamento de verão Cristão carismático, localizado nos arredores de Devils Lake, Dakota do Norte e administrado por Becky Fischer e seu ministério, "as Crianças no Ministério Internacional." O filme centra-se em três crianças que participaram do acampamento no verão de 2005—Levi, Rachael, e Tory (Victoria). O filme corta entre filmagens do acampamento para crianças e uma conferência de oração, realizado antes do acampamento ma Igreja Cristo Triunfante, um grande igreja carismática em Lee's Summit, Missouri, um subúrbio da Cidade de Kansas.
Todas as três crianças já são muito devotas Cristãs. Levi pregou vários sermões na igreja de seu pai, Igreja Rock of Ages em St. Robert, Missouri. Ele é educado em casa, sua mãe explica que Deus não lhe deu um filho para que ele fosse criado por outra pessoa qualquer oito horas por dia. Ele aprende a ciência de um livro que tenta conciliar o criacionismo da terra jovem com princípios científicos. Ele também é ensinado que o aquecimento global é uma especulação política, que a especulação decorre de temperaturas, sendo maior nos meses de verão, que a temperatura nos EUA aumentou "apenas" de 0,6 °F, e portanto, seu aumento não é importante. Levi prega um sermão no acampamento em que ele declara que sua geração é a chave para trazer Jesus de volta. Rachael, que também participa da igreja do Levi (seu pai era pastor assistente na época), é vista orando em cima de uma bola de boliche durante o jogo logo no começo do filme, e frequentemente passa panfletos cristãos (incluindo alguns de Jack Chick) para estranhos, dizendo-lhes que Jesus os ama. Ela não pensa tem grande apreço por igrejas não-carismáticas (ou "igrejas mortas", como ela chama), ala sente que elas não são "igrejas que Deus gosta de ir." Tory  membro da Equipe de Dança de Louvor das Crianças na Igreja  Cristo Triunfante. Ela frequentemente dança músicas de heavy metal cristão, e diz que ela tem que ela precisa verificar se tem certeza de que ela não está "dançando para a carne."
No acampamento, Fischer salienta a necessidade de as crianças para purificar-se para ser parte do "exército de Deus". Ela acredita firmemente que as crianças precisam estar na vanguarda de transformar a América em direção Cristão conservador valores. Ela também acha que os Cristãos precisam se concentrar na formação de crianças, uma vez que "o inimigo" (o Islã radical) é focada na formação deles. Ela compara a preparação para ela, é dar às crianças, com o treinamento de terroristas no Oriente Médio. "Eu quero ver os jovens que estão comprometidos com a causa de Jesus Cristo, como estão os jovens para a causa do Islã," ela diz para a câmera. "Eu quero vê-los radicalmente, que estabelece suas vidas para o evangelho, como eles são mais no Paquistão e Israel e a Palestina."
Em uma cena na Igreja Cristo Triunfante, a mulher traz  recorte de George W. Bush em tamanho real para a frente da igreja e as crianças esticam suas mãos em direção a ele em oração por ele. Este é um derivado da imposição de mãos, uma prática comum em círculos carismáticos cristãos. Em outra cena, Lou Engle, prega uma mensagem pedindo às crianças para se juntar à luta para acabar com o aborto na América. São mostradas às crianças uma série de modelos de plástico de de fetos em desenvolvimento com suas bocas cobertas com fita vermelha com a palavra "Vida" escrita por ele. Engle, é um dos fundadores da Casa de Oração Justiça e um líder da Ministérios da Colheita Internacional, uma rede de ministérios orientada à carismática com os quais a igreja e o ministério de Fischer são filiados. Ele ora por Bush para ter a força para nomear "juízes justos", que vão derrubar Roe v.Wade. Ao final do sermão, as crianças estão cantando, juízes Justos! Juízes justos!"
Há também uma cena da New Life Church em Colorado Springs, Colorado, onde Ted Haggard prega um sermão contra a homossexualidade. A cena foi filmada antes do escândalo após a revelação de que Haggard era usuário de metanfetamina e mantinha relações sexuais com homens. Antes do serviço, Levi mencionou o quanto ele admirava Ted Haggard e estava ansioso para conhecê-lo. Após o sermão, Levi informa Haggard, que ele já pregou sermões e quer ser um pregador quando ele crescer. Haggard aconselha: "Digo, use aproveite sua fofura de criança até que você esteja com trinta anos e em seguida você vai ter um bom conteúdo." Depois, Levi, Rachael, Tory, suas famílias e várias outras crianças participam de um comício de Casa de Oração Justiça realizada por Engle em frente à Suprema Corte dos Estados Unidos.
Durante o filme, há cenas de um debate entre Fischer e Mike Papantonio, um advogado e um talk-show de rádio Ring of Fire da Air America Radio. Papantonio pergunta a Fischer os motivos para focar seus esforços de ministério em crianças. Fischer explica que ele não acredita que as pessoas são capazes de escolher o seu sistema de crenças, uma vez que passar a infância, e que é importante que eles sejam "doutrinados" com valores cristãos evangélicos a partir de uma idade jovem. Fischer explica, também, que a democracia é falha e projetado para destruir a si própria "porque temos que dar a todos a mesma liberdade".

## Lançamento
Jesus Camp foi exibido no Traverse City Festival de Cinema Traverse City do Michael Moore contra a vontade da empresa de distribuição, Magnolia Pictures. Magnolia tirou Jesus Camp do festival no início verão, depois de ter comprado os direitos do filme, em uma decisão aparentemente inspirado pela associação associação do Moore com o festival de cinema, com Magnolia presidente Eamonn Bowles dizendo: "eu não quero que a percepção do público seja de que este é um filme de agenda carregada".

### Mídia doméstica
O DVD, lançado em janeiro de 2007, inclui 15 cenas excluídas. Em um deles, O pai e mãe de Levi sugerem que um futuro presidente pode muito bem ter esta no acampamento Crianças no Fogo. Em outro, uma mulher leva várias crianças a uma "caminhada de oração", por Lee's Summit, e mais tarde, leva-os para um puma clínica de mulheres pró-vida. Uma clínica da Federação de Paternidade Planejada  está localizada na porta ao lado, e a mulher faz as crianças orarem sobre ela. Em entrevista, o pró-vida, diretor da clínica diz que ele estava muito contente por ver crianças tão apaixonado sobre o fim do aborto.
O DVD também inclui comentário por Grady e Ewing. Eles revelam que quando eles chegaram na Cidade de Kansas, houve um grande entusiasmo em relação à nomeação de Samuel Alito para o Supremo Tribunal. No entanto, de acordo com Grady e Ewing, Fischer e os outros não verem seu ativismo pela causa socialmente conservadora como políticas, mas como uma questão de fé. Eles também revelam que Fischer e os outros não entendem o porquê de algumas das cenas deles falando em línguas e orando sobre os objetos foram incluídas no filme, uma vez que tais ocorrências foram de segunda natureza para eles.

## Recepção

### Controvérsia
Em novembro de 2006, Fischer anunciou que ela encerraria as atividades do acampamento à reação negativa em relação a ela no filme. De acordo com a página da web de Fischer os proprietários dos bens utilizados para o acampamento mostrado no filme estavam preocupados com o vandalismo nas instalações depois do lançamento do filme, e assim, não permitirá que ele seja utilizado para futuras acampamentos. Fischer disse que o acampamento vai ser adiado indefinidamente até outros locais adaptados possam ser encontrados, mas que ele vai estar de volta.

### Recepção crítica
Jesus Camp recebeu 87% "Certified Fresh" a classificação no Rotten tomatoes, com base em 103 avaliações, com uma classificação média de 8.3/10. O consenso do site afirma: "esse documentário vale a pena pela visão inflexível e imparcial sobre a doutrinação evangélica." O documentário tem um 62/100 pontuação no Metacritic com base em 28 comentários mais populares.
Michael Smith, do Tulsa World , deu ao filme três estrelas de quatro, descrevendo-o como "impressionante na sua imparcial apresentação", "simples" e "um olhar revelador e descarado sobre a formação de exército de Deus de amanhã."
A crítica Jessica Reaves do Chicago Tribune também deu ao filme três estrelas de quatro e escreve que Jesus Camp "é um olhar iluminador e franco para a força conhecido como América Evangélica crê, prega e ensina seus filhos", e conclui que o que os cineastas "tem feito aqui é notável—a captura, a visceral humanidade, o desejo e a incansável vontade política de um movimento religioso."
David Edelstein da CBS no domingo de Manhã, em Nova York, e NPR acha Jesus Camp "um documentário assustador, irritante, ainda profundamente compassivo sobre o doutrinamento de crianças por parte da direota Evangélica."
Alguns críticos reagiram negativamente para o filme, Rob Nelson, do Village Voice , chamou o filme de "[uma] crítica absurdamente hipócrita ao papel da extremidade direita na escalada da guerra cultural", e J. R. Jones do Chicago Reader criticou o filme por "não conseguir distinguir os mais fundamentalistas evangélicos Pentecostais" e inserir "desnecessário editorialização" usando clipes do programa de rádio do Mike Papantonio.

### As indicações ao prêmio
Jesus Camp foi nomeado para Melhor Documentário no 79th Prêmios da Academia; perdeu para a Davis Guggenheim e Al Gore's 'Uma Verdade Inconveniente.